# Occoches
Occoches település Franciaországban, Somme megyében. Lakosainak száma 124 fő (2022. január 1.). Occoches Barly, Doullens, Hem-Hardinval, Neuvillette és Outrebois községekkel határos.

## Népesség
A település népességének változása:
| Lakosok száma | 122  | 124  | 128  | 127  | 128  | 129  | 130  | 127  | 124  |
|               | 2013 | 2015 | 2016 | 2017 | 2018 | 2019 | 2020 | 2021 | 2022 |